# Pensiero stupendo '97
Pensiero stupendo '97 è il 33° singolo di Patty Pravo, pubblicato nel 1997 dall'etichetta discografica Pensiero Stupendo/Epic.

## Descrizione
Il singolo contiene un nuovo arrangiamento e vari mix del brano Pensiero stupendo del 1977.

## I brani

### Pensiero stupendo '97
Pensiero stupendo è una canzone scritta da Ivano Fossati e Oscar Prudente, pubblicata nel 1977 e portata al successo da Patty Pravo nei primi mesi dell'anno 1978.
Col brano Patty Pravo partecipò al Festivalbar 1978 come ospite fuori concorso.
Nel 1997, in occasione dei vent'anni del brano, Patty Pravo ne incise una nuova versione, che venne pubblicata sia su supporto 45 giri che su CD singolo, insieme con vari mix.

## Tracce
1. Pensiero stupendo '97 - 5:03
2. Pensiero stupendo '97 V-Mix
3. Pensiero stupendo '97 Vernetti & Gaudi Mix
4. Pensiero stupendo '97 Live